# 中山一也
中山 一也（なかやま かずや、1956年1月20日 - ）は、日本の俳優。北海道出身。身長172 cm、体重72 kg。特技：柔道（二段）、アイスホッケー、英会話（日常会話）。

## 人物
北海道広尾郡大樹町生まれ、釧路市育ち。父親は腕のいいパン職人で、来釧した昭和天皇・皇后の接待役も務めたほどであった。だがその後、父親が友人の借金トラブルに巻き込まれて一家で夜逃げするなどの不運に見舞われ、複雑な家庭環境の中で育つ。
役者を目指して20歳で上京し、1978年に文学座養成所卒。
1983年に芥川賞作家の高橋三千綱が原作・監督した映画『真夜中のボクサー』の主演に選ばれたが、台詞の扱いで歩調が合わず降板させられ、田中健が代役を務めた。2月28日にNHK西館7階リハーサル室前の廊下で、高橋三千綱の左股を果物ナイフで刺し全治10日間の怪我を負わせ、代々木警察署員に傷害と銃砲刀剣類所持等取締法違反で現行犯逮捕された。
1987年4月7日に北海道富良野市の脚本家倉本聰の自宅前で、刃渡り約5センチのナイフを自分の脇腹に刺し割腹自殺を図るが、倉本聰に発見され未遂に終わった。中山と倉本との間に面識は無かったという。
1988年1月9日に、松竹本社ビル1階の映画館「松竹セントラル」へ自動車で突入してガラス扉など5枚を破壊し、器物損壊の容疑で逮捕され、故意を認めたが理由は供述しなかった。のちに「自分のような有望な俳優を使わない日本の駄目な映画界に一石を投じるため、もっと若い元気ある役者を使おう、というキャンペーンで突っ込んだ」と、自著やインタビューで述べている。
黒澤明監督の映画『影武者』のオーディションに書類選考で落選して面接会場に趣き黒澤明に暴言を吐く、『オレたちひょうきん族』に端役で出演した際に安岡力也と一触即発となる、税務署で暴力沙汰、など社会規範から逸脱した言動・行動が多い。
暴力映画やVシネマを中心に出演し、2004年に公開された『IZO』で20年ぶりに主役を務め、江戸時代の有名な殺し屋である岡田以蔵を演じた。

## 出演

### テレビドラマ
- 太陽にほえろ!（日本テレビ）
  - 第238話「東京上空17時00分」（1977年2月11日）
  - 第369話「その一言」（1979年8月24日）
  - 第428話「ドック対ドッグ」（1980年10月17日） - 組員
- 東芝日曜劇場 第1154回「装いの街」（1979年1月21日、TBS）
- 土曜ワイド劇場「白銀の決闘」（1979年3月10日、テレビ朝日）
- 駆け込みビル7号室（1979年、フジテレビ）
- 木曜ゴールデンドラマ「東京大地震M8.1」（1980年4月17日、読売テレビ）
- 大江戸捜査網 第5シリーズ 第60回「汚れた顔の天使達」（1980年11月22日、テレビ東京）
- 日立スペシャル「空よ海よ息子たちよ」（1981年2月23日、TBS）
- 相棒（テレビ朝日）
  - season3 第3話（2004年）
  - season7 第1話・第2話（2008年）
- 特捜最前線2013〜7頭の警察犬〜（2013年9月29日、テレビ朝日） - 長谷川伸彦

### 映画
- 刑事物語2 りんごの詩（1983年、東宝） - 加納和也
- 連続殺人鬼 冷血 〜史上空前の連続23人強姦殺人事件（1984年、ジョイパックフィルム） - 主演・辰田清志
- ふうせん2（1995年、彩プロ） - 登竜会会長代行 柳田 ※特別出演
- 実録 新宿の顔 新宿愚連隊物語 第1部（1997年） - 矢島英夫
  - 実録 新宿の顔 新宿愚連隊物語 第2部（1997年） - 矢島英夫
- 極道血風録 無頼の紋章（2000年） - 野瀬
- 安藤組外伝 掟（2000年） - 佐久間組若頭 菊地耕司
- 実録・安藤組外伝 地獄道（2001年） - 初代練道会佐倉組組員 石田（→二代目練道会幹事長草刈組組長草刈聡の舎弟）
- 荒ぶる魂たち（2002年） - 横溝一家 平田
- 新・空手バカ一代 格闘者（2002年）
- 行動隊長伝 血盟（2003年）
- すてごろ 梶原三兄弟激動昭和史（2003年）
- IZO（2004年、チームオクヤマ） - 主演・岡田以蔵
- 探偵物語（2007年） - 主演・風間雷太
- JONEN 定の愛（2008年5月） - 石田吉蔵（カメラマン）

### Vシネマ
- セーラー服 愛人（ラマン）（1993年）
- 銀玉命!銀次郎（1993年）
- NINE-ONE くノ一妖獣伝説（1995年）
- 重役秘書（1997年）
- 兎-野性の闘牌-（1998年）友情出演
- BLOOD-TWO EAGLES（1998年）
- ブラッド・トゥ・イーグル（1999年）
- 極悪 人間魚雷ブルース（2001年） - 曽根崎（ヒットマン）
- 日本極道史 龍神三兄弟（2000年） - 岩間組組長 岩間泰治朗
- 鬼哭 KIKOKU（2003年）
- 実録・新選組（2006年） - 岡田以蔵
- 実録・広島極道抗争 佐々木哲夫の生涯（2006年）全2作 - 主演・山村組若頭 佐々木哲夫
- 修羅の軍団 完結編（2006年）
- やくざ抗争史 猛友会 西成愚連隊 掃溜めの夢（2008年） - 主演・猛友会米沢会会長 米沢壌
- 新・修羅の軍団（2010年）
- 制覇3,4（2015年） - 鵠心会幹部 宿谷一生

### インターネット番組
- 街録ch〜あなたの人生、教えて下さい〜（YouTube番組、2021年）

## 書籍
著書
- 刺されたいのか 主役はこの俺だ!（1984年12月5日、永岡書店）ISBN 978-4522060322
- シロ 腹切り役者は何度でもよみがえる（2010年11月1日、幻冬舎）ISBN 978-4344019089

関連書籍
- 人間コク宝（吉田豪・著、2004年、コアマガジン） - インタビュー収録

## イベント
- 中山一也の腹斬りナイト!vol.2 聞き手・吉田豪（2011年5月3日、ロストプラスワン）[3]
- 中山一也の腹斬りナイト!vol.3 聞き手・吉田豪（2014年10月1日、ロストプラスワン）[4]